# Soracoiz
Soracoiz es un desplobado situado en la localidad de Guirguillano que pertenecía históricamente al Val de Mañeru, en la Merindad de Estella.

## Geografía
Situado a 637 m s. n. m., a 2 km al sur del concejo de Guirguillano, a unos 2,5 km al noroeste de Artazu, y 3,5 km lineales al noreste de Cirauqui. En su día, según recoge el Diccionario de Madoz, el término confinaba al norte con Guirguillano, el este con Orondáin (despoblado), al sur con Mañeru y al oeste con Cirauqui (1850).

## Historia
El rey Sancho VI de Navarra, en febrero de 1155 otorgó a este pueblo carta de seguridad para sí y sus sucesores, para no encartarlos jamás, y ordenó la contribución que debian pagar; y en 1192 les redujo todas sus pechas a 300 sueldos y más otros 100 sueldo de cena al año, y que nada diesen a sayón, merino ni otro hombre, excepto los homicidios y calonías.
En 1264, el rey Teobaldo II de Navarra, además de confirmar estos privilegios, añadió, que los vecinos de este pueblo no fuesen a la labor de la viña de Riezu, ni a otro lugar.
En 1368 el rey Carlos II de Navarra, concedió las mencionadas pechas, y sucesivamente, a Fernando Gil de Asiáin (1365), a Beltrán Velaz de Guevara, señor de Oñate (1368), a Juanico de Beortegui (1377) y, finalmente, a Martín García de Galdeano (1379). Su hijo, Carlos III de Navarra, hizo lo propio con Miguel de Lezáun (1388) y Pedro Ibáñez de Arrastia (1401). El príncipe Carlos de Viana, se lo concedió a García de Dicastillo (1445) y en 1448 donó el lugar de Soracoiz, con sus términos y labradores, al hospital de peregrinos fundado en Puente de la Reina por el prior de Navarra de la Orden de San Juan, Juan de Beaumont.

En el Libro de Fuegos, encargado por Blanca I de Navarra y Juan II de Navarra (1427), se informa que había en Soracoiz seis fuegos, dos de ellos clérigos y los otros cuatro, moradores. Sin embargo, en los comptos de 1534 (registro n.º 530 en la Sección de Comptos del Archivo Real y General de Navarra), figura como despoblado perteneciente al Monasterio del Crucifijo de Puente la Reina. Sin embargo, volvió a ser repoblado ya que hacia 1850 Madoz informa que tenía, por lo menos, ocho familias vecinas. En 1936 aún vivían en este lugar seis familias y en 1952 se marcharon las dos últimas familias que residían aquí.

Soracoiz
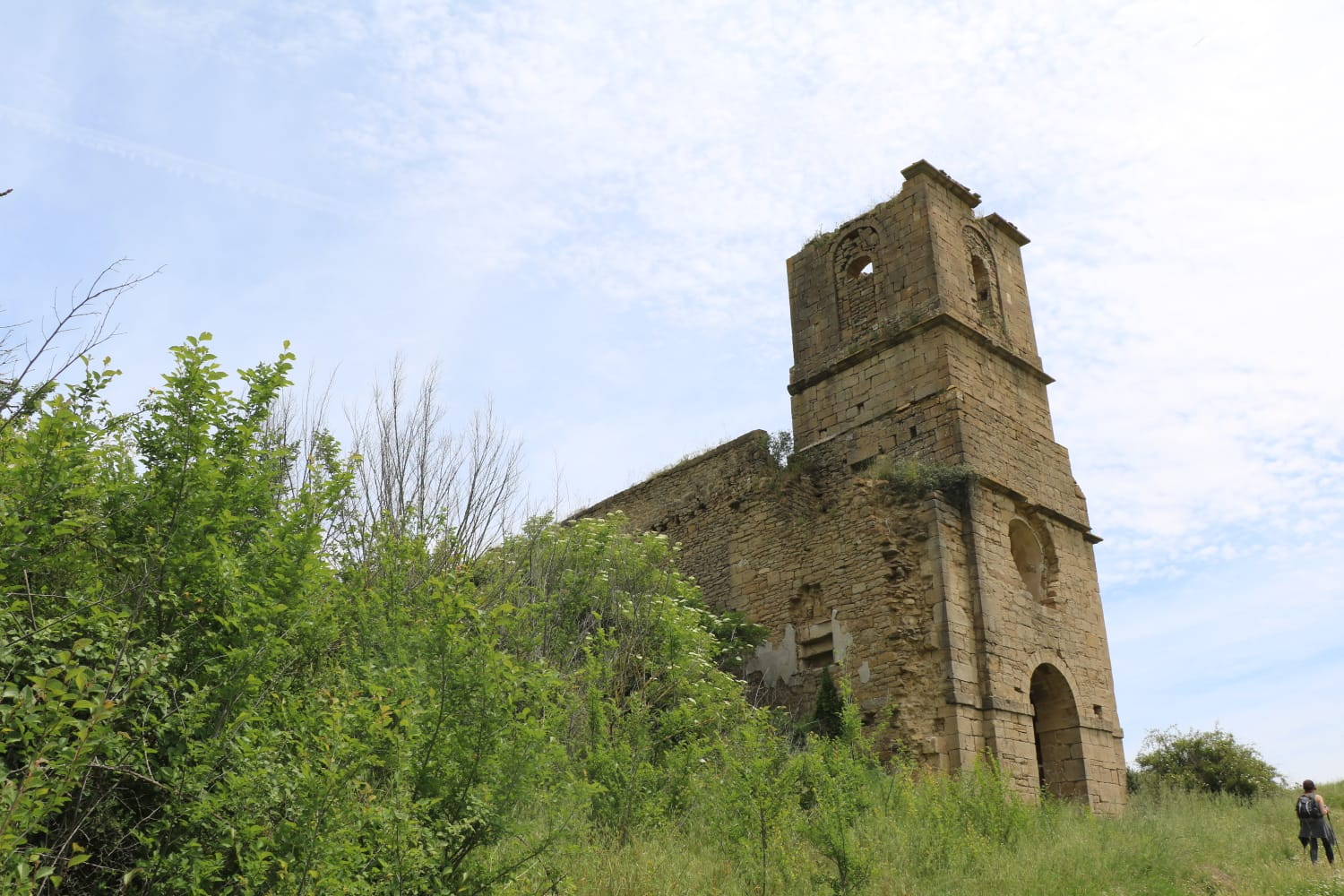
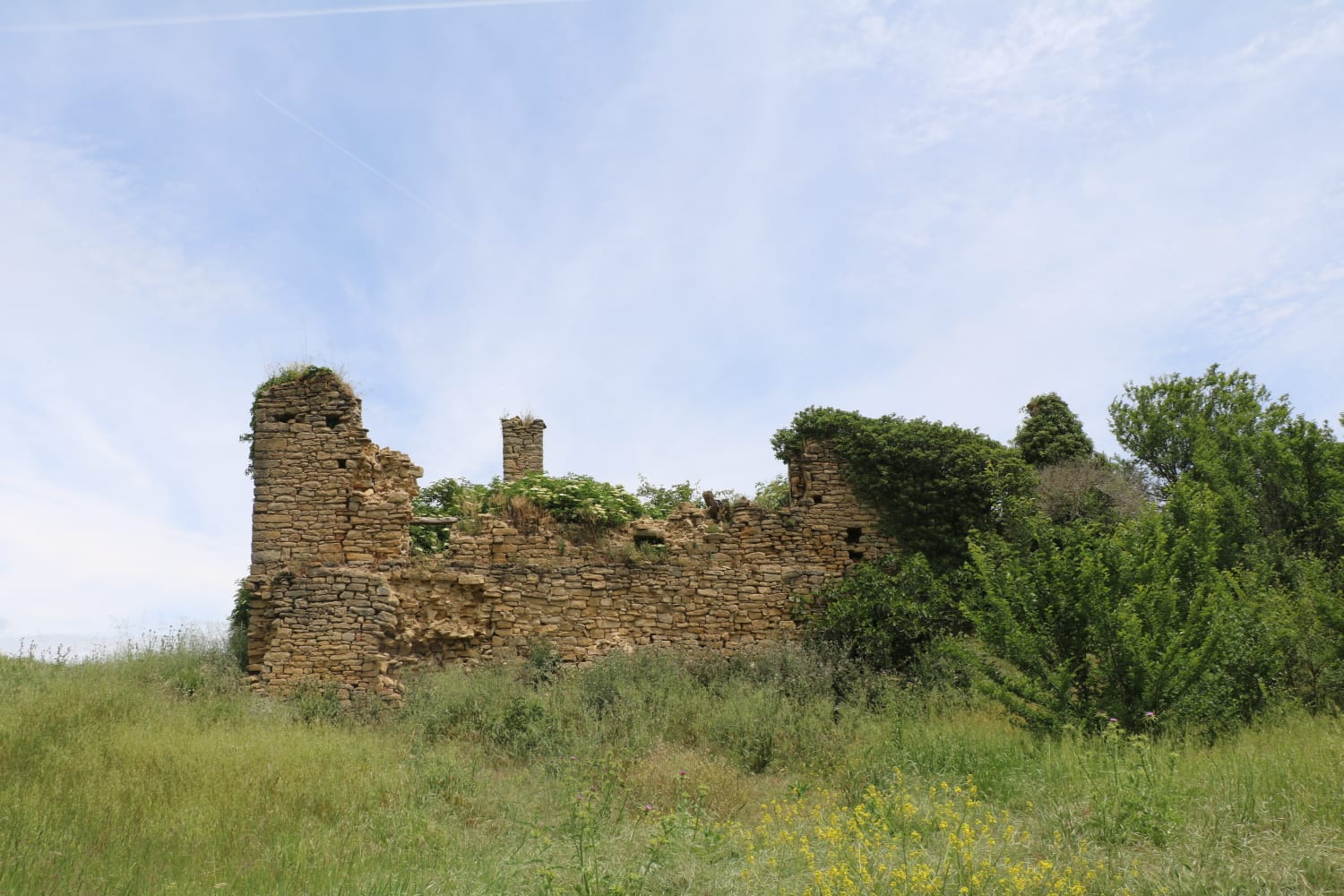
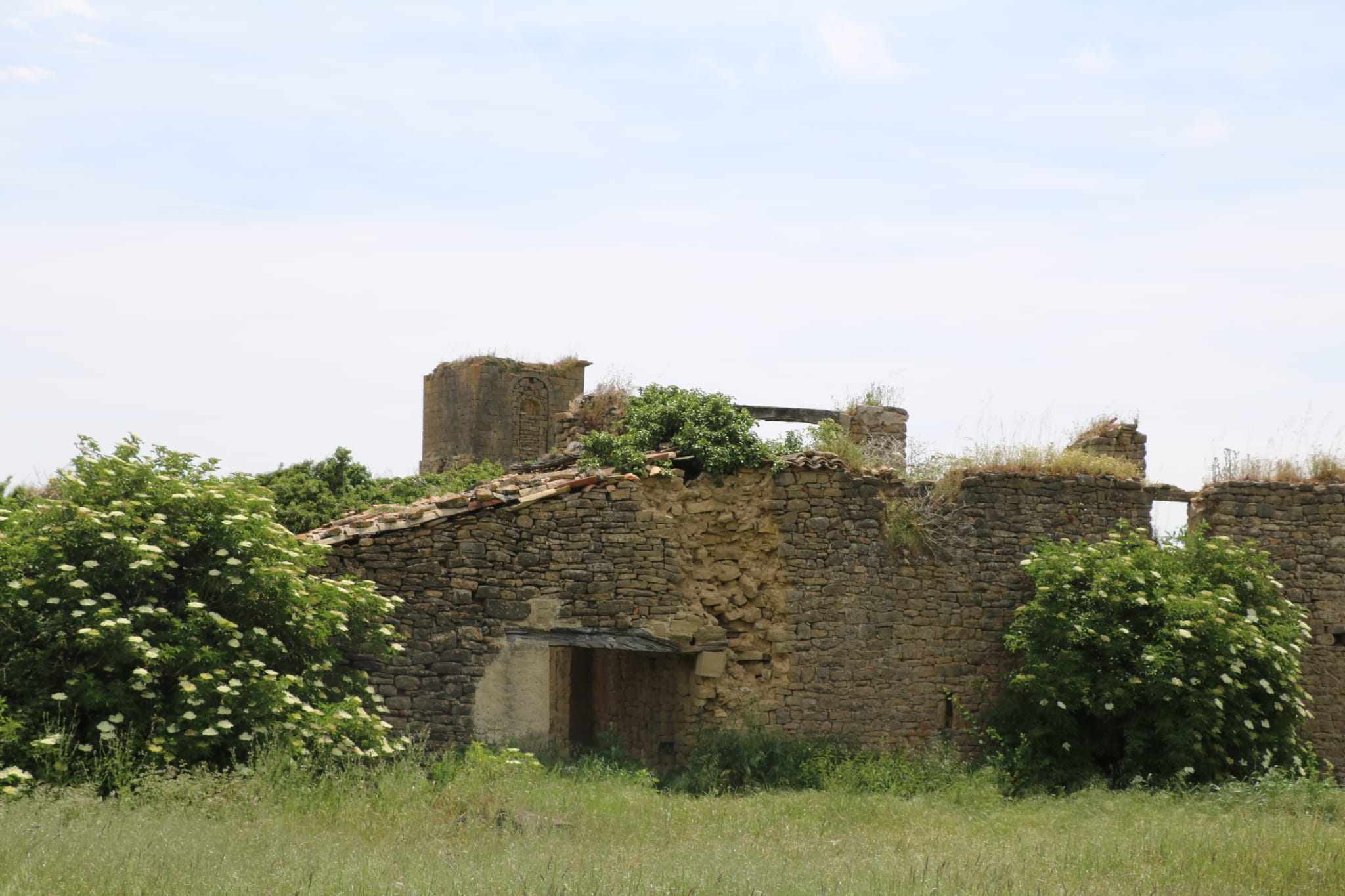
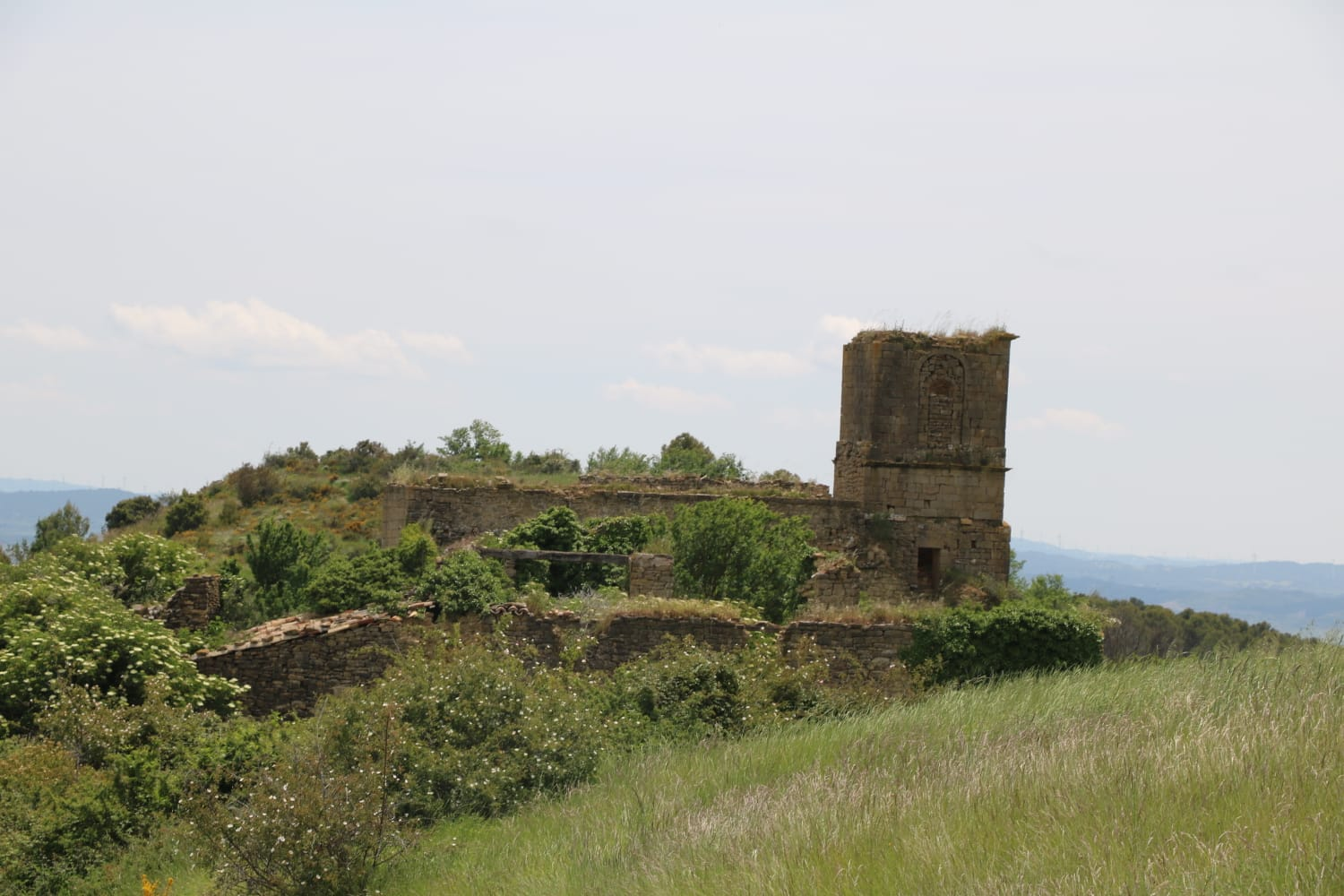
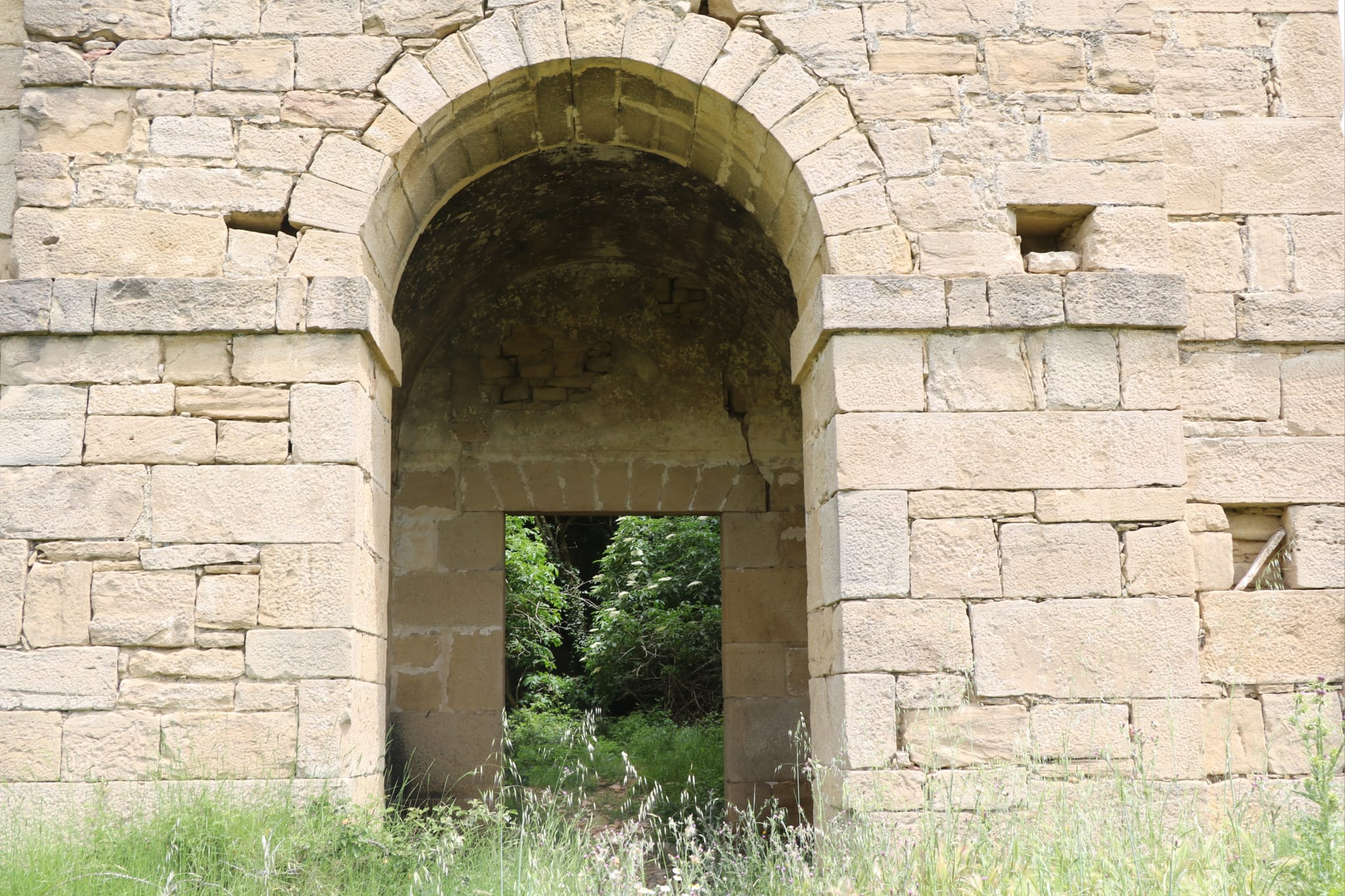
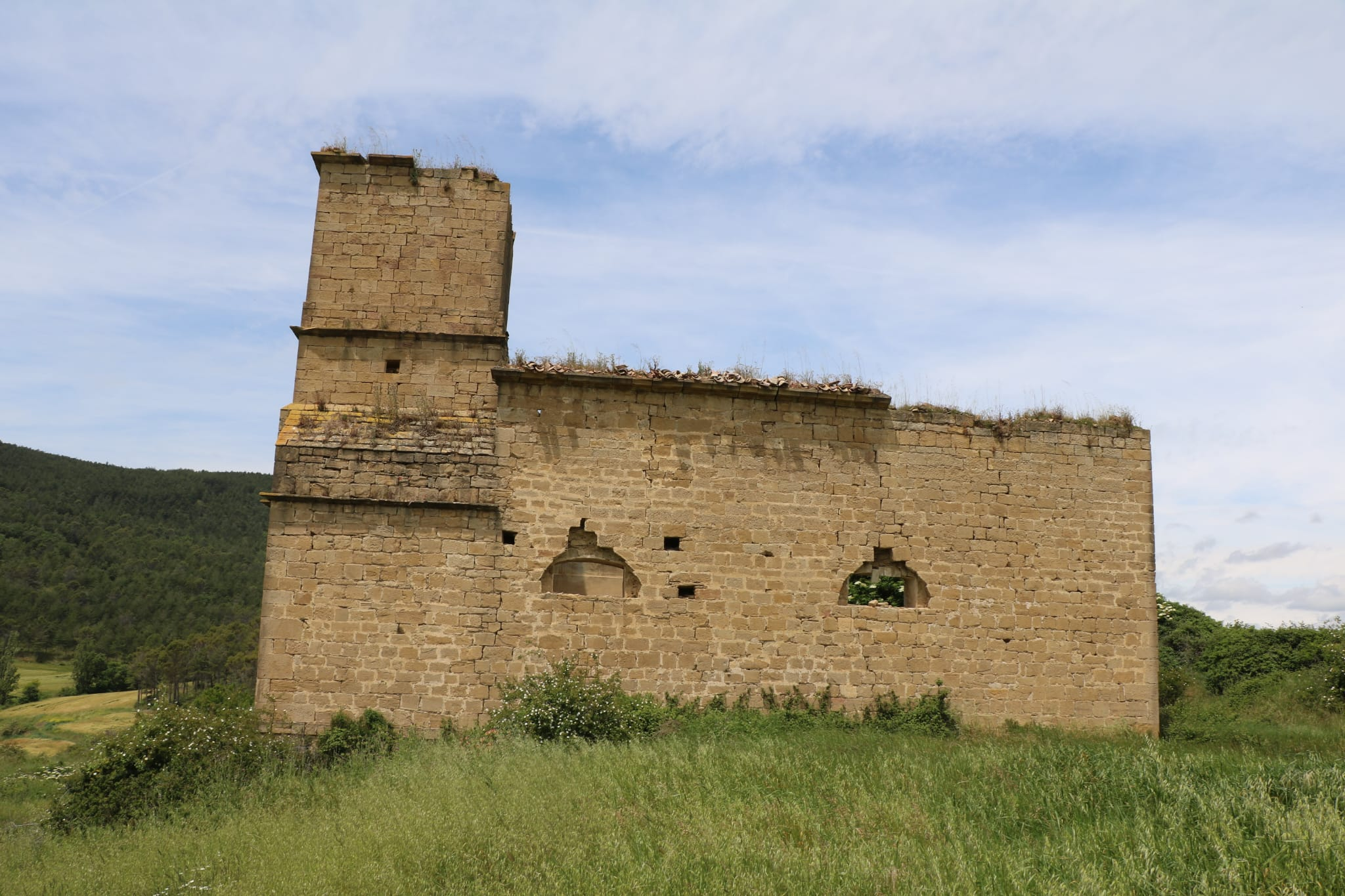

## Arqueología
En el lugar se descubrió en septiembre de 1967 un yacimiento con estelas discoideas en un terreno privado. El total fueron localizadas 10 ejemplares junto a sepulturas pendientes de estudios pormenorizados. Aunque son hipótesis aún, se datan como romanas, paleocristianas o célticas.